# Saint-Rémy-de-Sillé
Saint-Rémy-de-Sillé là một xã trong tỉnh Sarthe ở tây bắc nước Pháp. Xã này nằm ở khu vực có độ cao từ 119-187 mét trên mực nước biển.